# Sonja Ottenbacher

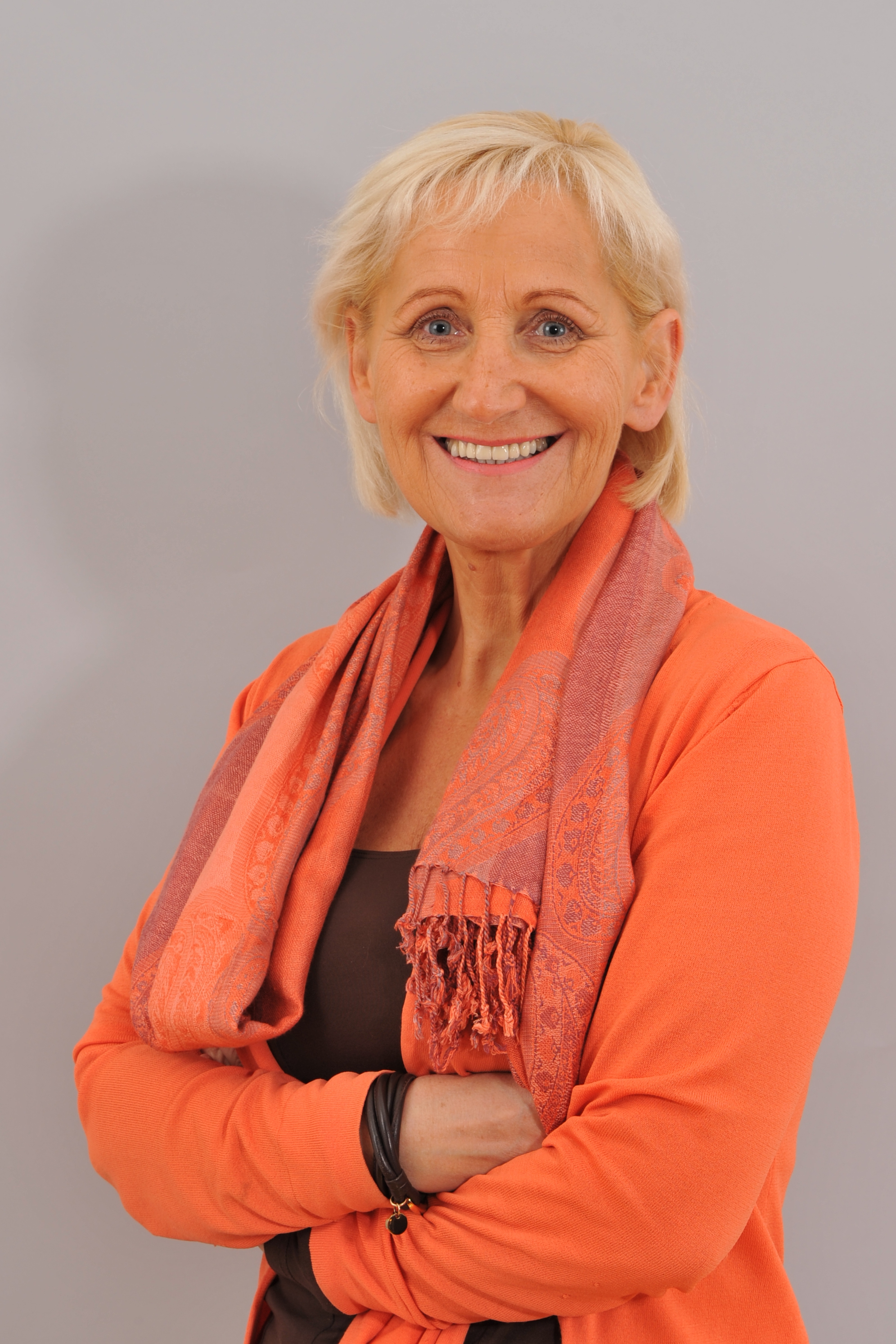
Sonja Ottenbacher (2012)

Sonja Ottenbacher (* 17. September 1960) ist eine österreichische Politikerin (ÖVP). Von 2009 bis 2013 war sie Abgeordnete zum Salzburger Landtag, von 2004 bis 2024 war sie Bürgermeisterin von Stuhlfelden.

## Leben
Ottenbacher ist diplomierte psychiatrische Krankenschwester und ausgebildete Verhaltenstherapeutin und war von 1978 bis 1993 in der Christian-Doppler-Klinik Salzburg beschäftigt. Sie eröffnete im Anschluss eine Praxis für Psychotherapie in Mittersill und lebt mit ihrem Gatten in Stuhlfelden. Ottenbacher ist zudem Supervisorin und Referentin in der Erwachsenenbildung sowie Kommunikationstrainerin.
Politisch engagierte sich Ottenbacher zunächst in der Lokalpolitik. Sie hatte von 1999 bis 2004 das Amt der Vizebürgermeisterin von Stuhlfelden inne. 2004 übernahm sie das Amt der Bürgermeisterin, das sie bis 2024 ausübte. Sie ist seit 1999 zudem Mitglied des Sozialhilfebeirats im Pinzgau sowie Vorstandsmitglied und zudem Beiratsmitglied der Nationalparkzentrum-Errichtungs- und Verwaltungsges.mbH. Im September 2004 übernahm sie auch das Amt der Bezirksleiterin der ÖVP-Frauen Pinzgau und wurde im November 2005 zur Bezirksobfrau der ÖVP Pinzgau gewählt. Ottenbacher vertrat die ÖVP ab dem 22. April 2009 im Salzburger Landtag und übernahm die Funktion der Bereichssprecherin für die Themen Familien, Kinderbetreuung und Nationalpark.